# 萬翠荘

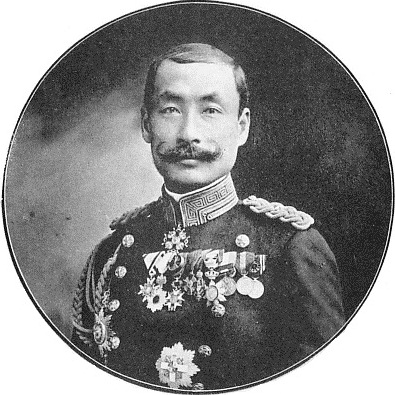
久松定謨

萬翠荘（ばんすいそう）は、愛媛県の県庁所在地である松山市中心部に建つフランス風の館である。松山城の城山の南麓に位置する。重要文化財に指定されている。

## 歴史と現状
廃藩置県される前の松山市は15万石とも言われた松山藩の領地であった。その松山藩主の主家の子孫であり伯爵の地位を得ていた久松定謨が1922年に建築した別荘が萬翠荘である。萬翠荘は松山城の城山南麓の中腹に建っているフランス・ルネッサンス風の洋館で、設計は後に愛媛県庁本館などを手がけた建築家の木子七郎である。建物を「萬翠荘」と命名したのは、定謨の子で次代当主となった久松定武である。
建築面積428.78平方メートル、地下1階、地上2階建て。
松山で最も古い鉄筋コンクリート造建築である。屋根は寄棟造、スレートおよび銅板葺き。屋根中央にはマンサード屋根、東南隅には尖塔を設けて外観に変化をもたせる。平面は正面車寄を入って中央が階段のある広間、東側は表がサロン（謁見の間）、裏手が食堂（晩餐の間）となり、西側には執事室、配膳室など内向きの部屋を配する。2階は居間、寝室などの居住スペースとする（現在は第1〜第7展示室）。玄関の床は大理石、玄関ホールの柱は岡山産の万成石（通称紅桜）、正面階段の手すりは継ぎ目の無い南洋チーク材の一本木、各部屋には色の異なる大理石で造られたマントルピース（暖炉）、水晶のシャンデリア、縦4,442ミリメートル×横3,106ミリメートルのステンドグラスで飾られているなど様々な意匠がこらされている。踊り場の大窓に広がる海の風景は、グラデーションを使用した繊細な色彩のステンドグラスで、これまでハワイ製と言われていたが、2010年の愛媛県の調査（奈良文化財研究所に委託）により木内真太郎の制作と判明した。
完成直後の1922年（大正11年）11月22日から24日まで、皇太子摂政宮（昭和天皇）が滞在した。その後も皇族などの滞在場所として度々使用されている。また、当時は社交の場として各界の名士が集まったという。
太平洋戦争終結後、米軍に接収される。接収解除後、1947年（昭和22年）から松山商工会議所として使用される。1952年（昭和27年）から松山家庭裁判所として裁判官室、事務局等が入居。1954年（昭和29年）より愛媛県の管理となり、同年8月に愛媛県立郷土芸術館として開館した。1979年（昭和54年）に愛媛県立美術館分館と名称変更。1985年（昭和60年）に愛媛県指定文化財に指定された。2008年に改修工事が行われ、2009年4月から指定管理者制度の導入により、愚陀仏庵とともに株式会社ウインに運営を委ねた（2014年（平成26年）3月31日まで）。2011年11月29日に本館と管理人舎の2棟が国の重要文化財に指定された。
松山城や現在の愛媛県庁からはいずれも数百メートルの距離で、約10台の自動車を収容できる駐車場も備えている他、伊予鉄道の市内線の最寄り駅からも直線距離で200メートル程度と公共交通機関でも容易に来ることができる。現在は所定の休館日を除いて昼間は一般公開されており、イベント・展示会場としても利用されている。

## ラジオ放送

### 萬翠荘アワー
2011年12月8日から南海放送ラジオ番組で「萬翠荘アワー」（毎週日曜17：30〜18：00）として放送している。出演者は当館長の八木健・当局アナウンサー月岡瞳・当館スタッフ・松山ボランティアガイドである。
過去の放送時間
- 毎週木曜18:30〜19:00（2011年12月8日〜2012年3月29日）
- 毎週土曜17：55〜18：25（2012年4月7日～2012年9月29日）
- 毎週日曜17：30〜18：00（2012年10月7日〜2014年3月30日）

過去の出演者
- 高木春菜（2011年12月8日〜2012年3月29日）
- 月岡瞳（2012年4月7日〜2014年3月30日）

### 萬翠荘インフォメーション
2014年4月5日から放送されている南海放送のラジオ番組である。放送時間は午後6時から。萬翠荘にまつわる話やイベントを紹介する。パーソナリティーは南海放送アナウンサーの中塚眞喜子である。

## 建築概要
- 設計 - 木子七郎
- 建築面積 - 428.78m2
- 延床面積 - 887.58m2[7]
- 竣工 - 1922年（大正11年）
- 構造・規模 - 鉄筋コンクリート造、屋根小屋組は鉄骨造、タイル貼、地上2階・地下1階[8]
- 所在地 - 〒790－0001 愛媛県松山市一番町3丁目3-7
- 備考 - 重要文化財（2011年指定）、愛媛県指定有形文化財（1985年指定、国の重要文化財指定に伴い県指定は失効）

## ギャラリー

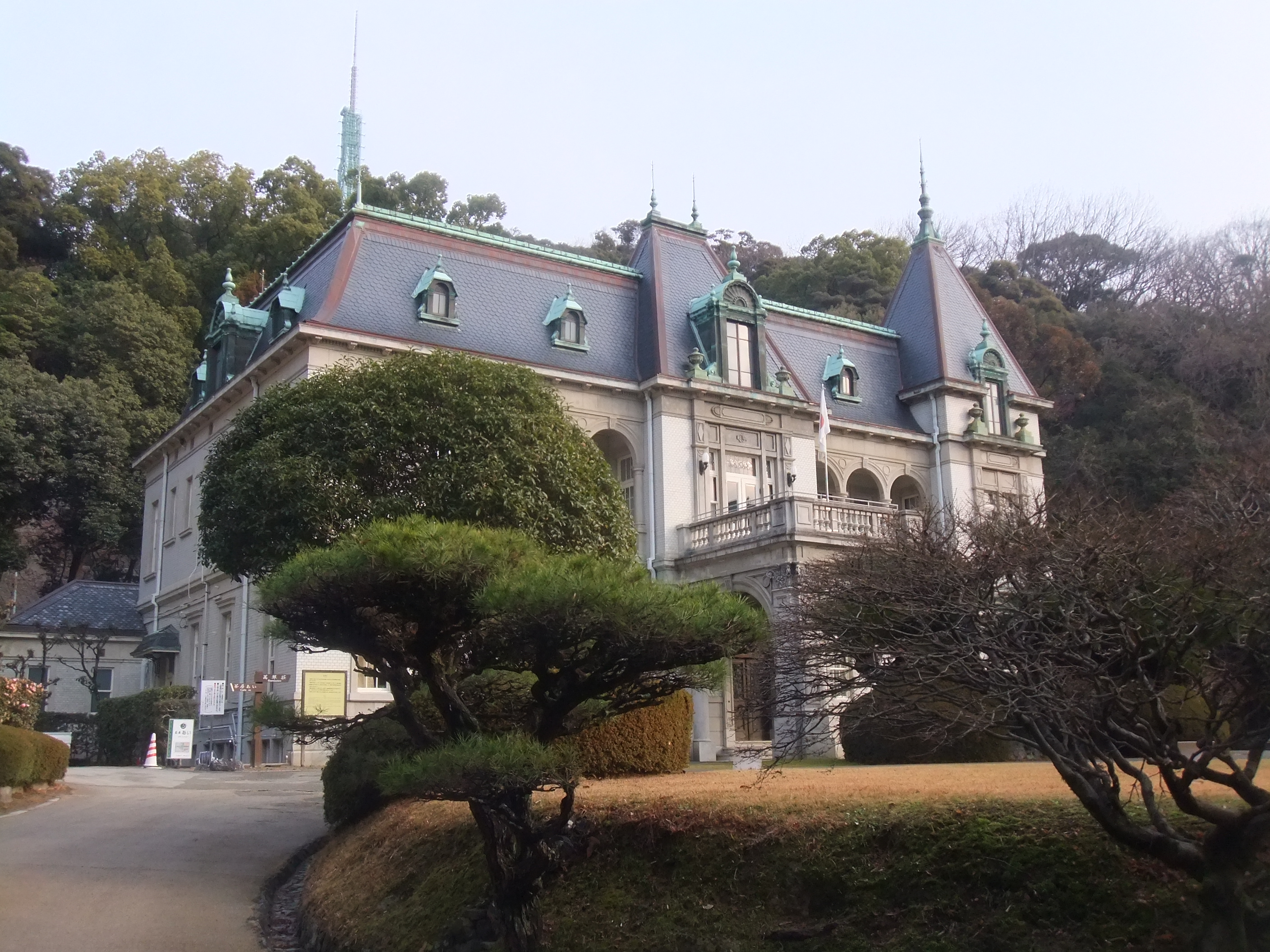
庭園からの様子（2012年1月）
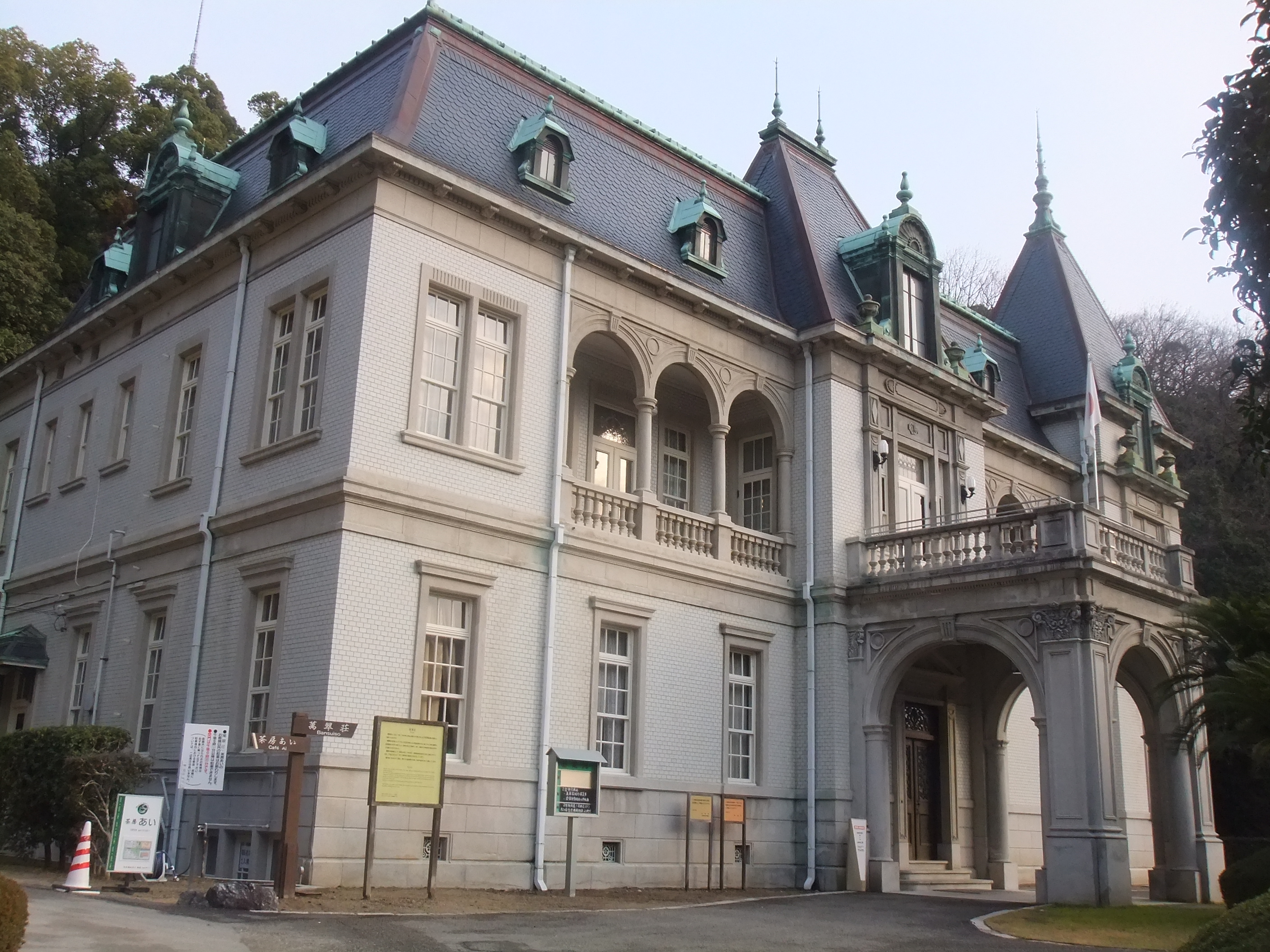
萬翠荘（2012年1月）
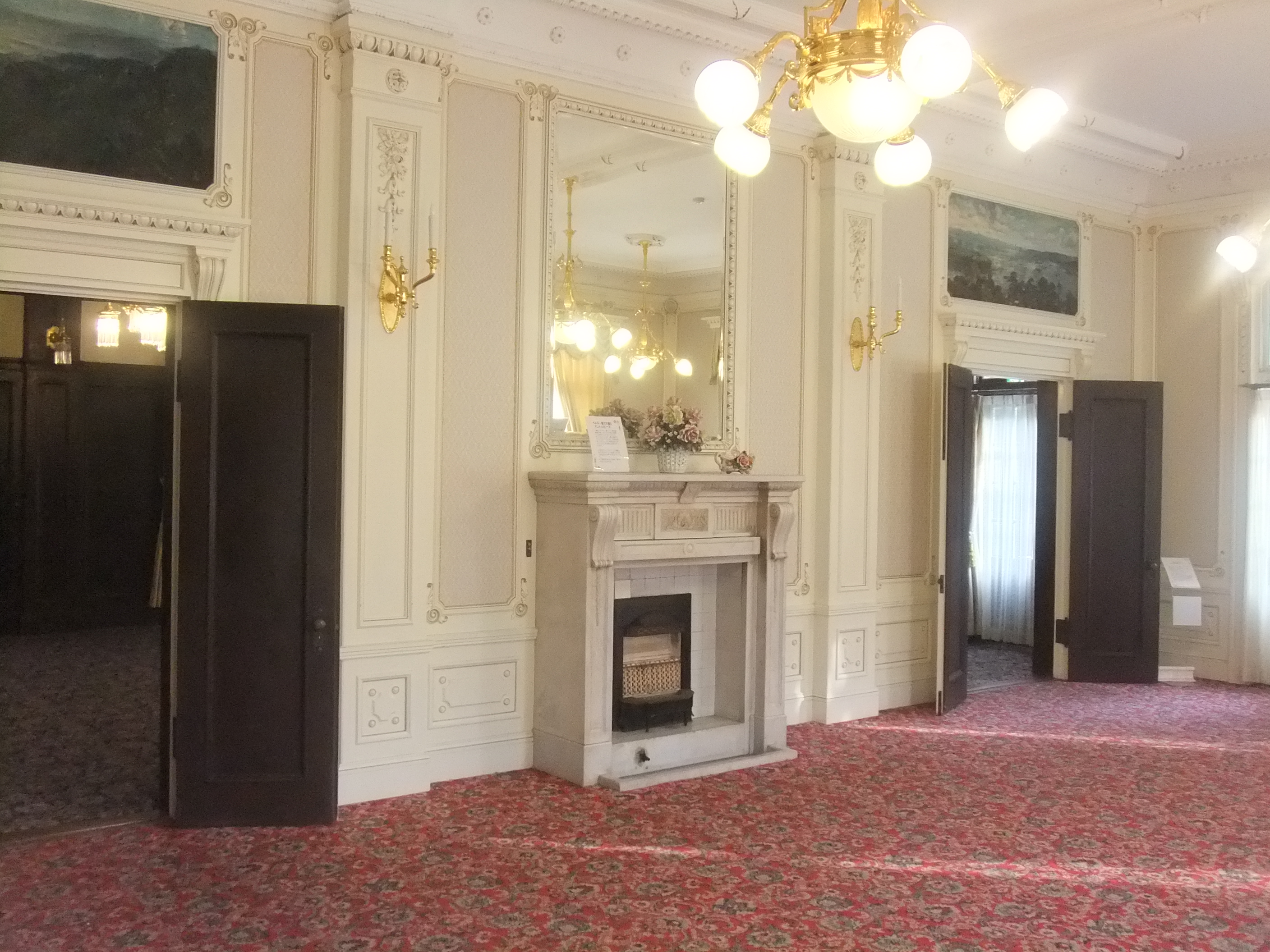
1階東南のサロン（2012年1月）
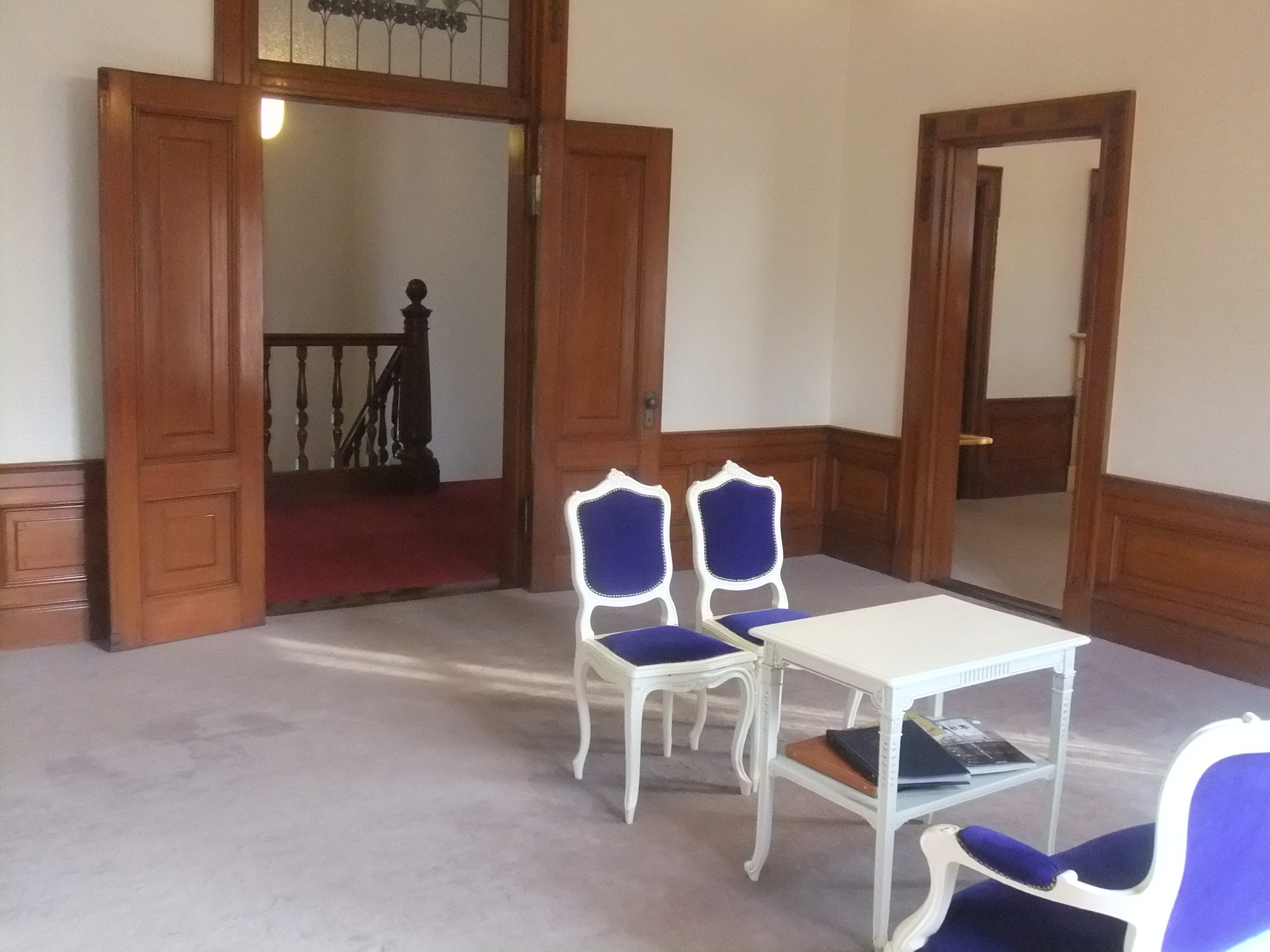
2階中央の居間（2012年1月）
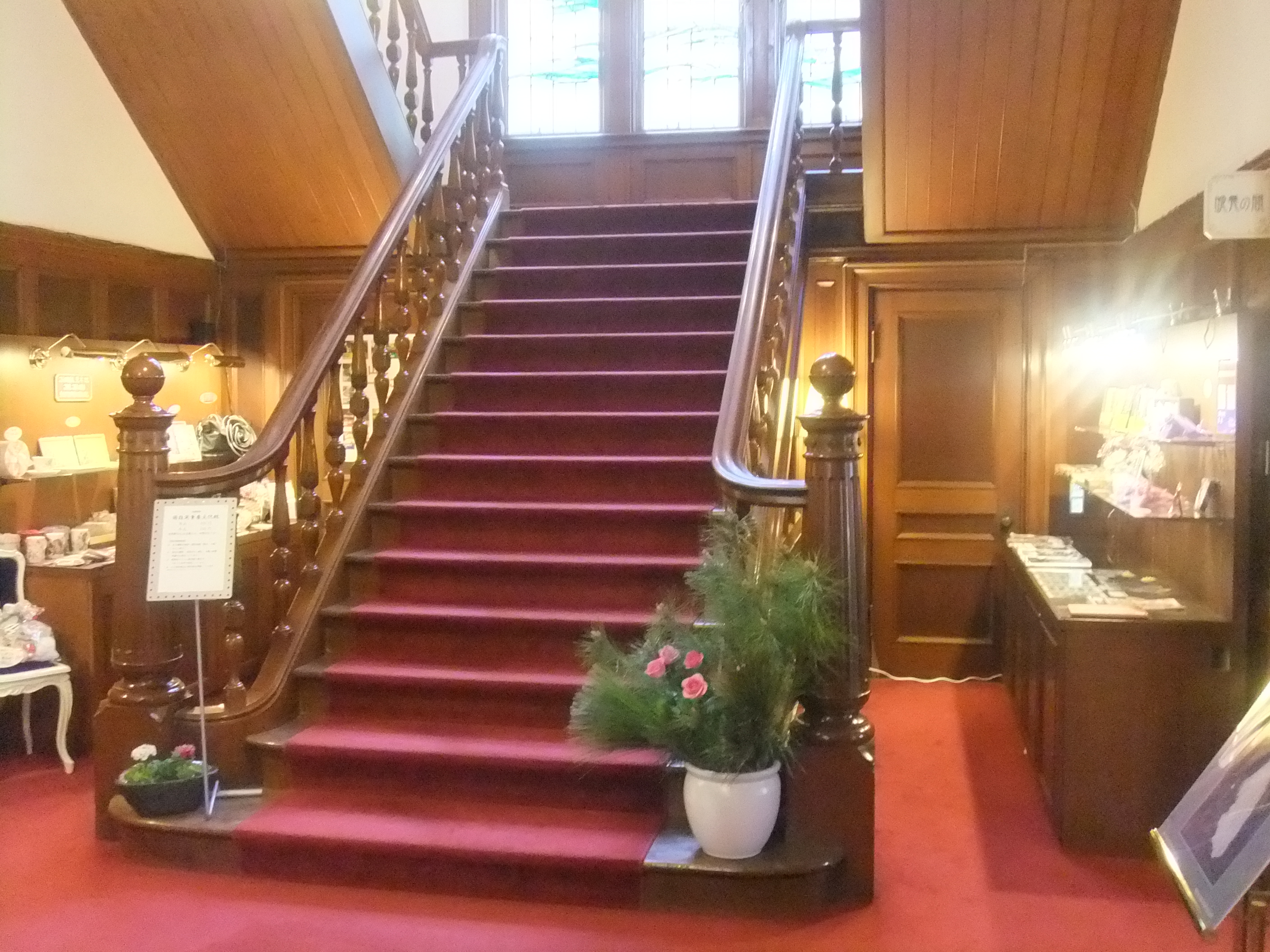
階段（2012年1月）

## 利用情報
- 開館時間 - 9:00～18:00
- 休館日 - 月曜（祝日及び振替休日に該当する場合は開館）
- 入館料 - 大人300円、小人100円（2020年4月より変更。1Fの貸館イベントへの入場は無料）

## 交通アクセス
- 伊予鉄道城南線の大街道停留場から徒歩3分。一番町通りから坂の上の雲ミュージアムの方向に入る。

## 周辺施設
- 松山城
- 坂の上の雲ミュージアム
- 愛媛県庁舎
- 松山地方裁判所
- 城山公園
- 愛松亭跡記念碑（あいしょうていあときねんひ）